# Nova Santa Bárbara
Nova Santa Bárbara é um município brasileiro do estado do Paraná. Sua população, conforme estimativas do IBGE de 2020, era de 4 277 habitantes.

## História
A partir de 1940, a gleba conhecida como Água do Sabiá começa a sofrer desmatamentos para abertura da Estrada Estadual do Cerne. Era constituída de aproximadamente 16 mil alqueires e a maior parte havia sido adquirida pela família Couto de Camargo. Emídio Couto de Camargo recebeu parte das terras como herança deixada por seu pai. O local era excelente para descanso de safristas de porcos e surgiram os primeiros estabelecimentos de apoio aos tropeiros. 
Em 1947, Emídio Couto de Camargo trouxe de Jataizinho o topógrafo Edson Gonçalves Palhano para demarcar o loteamento e providenciar o arruamento da localidade. Neste mesmo ano foi erguido um Cruzeiro em Água do Sabiá, sendo celebrada a primeira missa da localidade. Em 1948, com o término da abertura da Estrada do Cerne, Água do Sabiá já possuía características de cidade e, em 22 de novembro desse ano, foram feitos os registros oficiais do loteamento, passando a localidade a denominar-se Santa Bárbara, nome dado por Emídio de Camargo por sua devoção á Santa.
Em 30 de janeiro de 1963, por meio da Lei Estadual nº 05, o patrimônio de Santa Bárbara foi elevado a categoria de Distrito Administrativo, pertencente ao município de Santa Cecília do Pavão, e, finalmente, em 9 de maio de 1990, foi criado o município com a denominação de Nova Santa Bárbara, através da Lei Estadual nº 9.241, sancionada pelo governador Álvaro Fernandes Dias. 

## Etimologia
A palavra "Bárbara" origina-se do latim Barbara que significa "estrangeira". Nome bíblico, sendo uma homenagem a Santa Bárbara.